# Гамма-метод
Гамма-метод (рос. гамма-метод англ. gamma-ray prospecting, нім. Gammamethode f) — метод розвідування корисних копалин, що ґрунтується на вимірюванні інтенсивності випромінювання природних радіоактивних елементів, які присутні в гірських породах.
Г.-м. належить до ядерно-геофізичних методів дослідження гірських порід.